# 垛田街道
垛田街道隶属江苏省兴化市。以原垛田镇所辖区域以及兴东镇的新南、钱戴2个村委会，林湖乡的湖东、戴家2个村委会区域于2018年8月6日设立。垛田街道办事处驻城东村委会境内，办公地址为景盛路2号。行政区划调整后，垛田街道行政区域面积82.5平方公里，人口7.06万人，管理1个居委会、26个村委会。

## 行政区划
金岛居委会、芦洲村、南园村、高家荡村、征北村、张庄村、南仇村、新联合村、解楼村、城东村、凌翟村、王横村、得胜村、杨花村、新徐庄村、孔长村、王垛村、杨荡村、张皮村、三羊村、申家佃村、湖西口村、垛田水产村、湖东村、戴家村、新南村、钱戴村